# Fazenda (Portugal)
Fazenda es una freguesia portuguesa situada en el municipio de Lajes das Flores, en la isla de Flores, región autónoma de Azores. Según el censo de 2021, tiene una población de 261 habitantes.